# Bromure de niobium(V)
Le bromure de niobium(V) est un composé inorganique de formule NbBr5. Il se présente sous la forme d'un solide orange à rouge très sensible à l'humidité (il s'hydrolyse facilement) et facilement soluble dans l'éthanol.

## Structure
Le bromure de niobium(V) se présente en général sous la forme d'un dimère, avec une structure bi-octaédrique à bords partagés c'est-à-dire que deux unités de NbBr5 se joignent via une paire de ponts brome. Il n'y a aucune liaison entre les centres Nb.
On connaît trois formes du bromure de niobium(V). Les formes α et β ont un système cristallin orthorhombique de groupe d'espace Pbam. La troisième forme est triclinique de groupe d'espace P1. Cette forme est isotypique avec la forme triclinique du chlorure de niobium(V), du chlorure de tantale(V) et du bromure de tantale(V).

## Synthèse
Le bromure de niobium(V) est préparé par réaction entre le dibrome et le niobium métallique à haute température.
2Nb + 5Br2 → 2NbBr5